# Амос (античный город)
А́мос (др.-греч. Ἄμος; возможно, от ἄμμος — «песчаный») — древнегреческий город в Карии. Руины Амоса находятся на мысе Асарджик, возвышающемся над бухтой Кумлубук поблизости от города Турунч (небольшой городок на западном берегу бухты Мармариса) в юго-западной части современной Турции, в иле Мугла.

## История
Амос был основан дорийцами — выходцами с Родоса (вероятнее всего, из Линдоса) не позднее VII века до н. э. Об этом свидетельствуют эпиграфические находки.

В V веке до н. э. Амос вошёл в состав Делосского союза. Также известно, что Амос входил в состав сообщества «Люди полуострова» (kherronēsioi), который позже трансформировался в экономический союз. Однако, кто ещё входил в это сообщество и о каком полуострове идёт речь доподлинно неизвестно. Наиболее вероятным кандидатом на роль этого полуострова считается полуостров Лорима (Дарачья), который принадлежал Родосской Пирии.

Когда последние жители покинули город неизвестно, но есть основания предполагать, что это произошло в римскую эпоху.

### Архитектура
В результате археологических раскопок на мысе Асарджик были обнаружены остатки городских стен Амоса, выполненных по технологии полигональной кладки в IV веке до н. э. Лучше всего стены сохранились с северной стороны мыса, где они возвышаются на 3-4 метра, также сохранились остатки 5 башен и одних (вероятно главных) ворот. На южном склоне стена фактически полностью разрушена вследствие эрозии.

Из городских строений следует выделить руины театра, вмещавшего приблизительно 1300 зрителей. В 1948 году археолог Дж. Бин обнаружил в районе орхестры жертвенник Диониса. Западнее театра найден фундамент небольшого храма 6.8 м в ширину и 13,8 м в длину, посвященного скорее всего Аполлону.

На северном склоне мыса за пределами городских стен сохранились остатки некрополя.